# Dąbrówka (gmina Czerwonka)
Dąbrówka – wieś sołecka w Polsce położona w województwie mazowieckim, w powiecie makowskim, w gminie Czerwonka.
Wieś szlachecka położona była w drugiej połowie XVI wieku w powiecie makowskim ziemi różańskiej. W latach 1975–1998 miejscowość należała administracyjnie do województwa ostrołęckiego.
Wierni Kościoła rzymskokatolickiego należą do parafii św. Marii Magdaleny w Czerwonce.